# Gary Williams
Gary Bruce Williams (Collingswood, Nueva Jersey, 4 de marzo de 1945) es un exentrenador de baloncesto estadounidense que dirigió a equipos de la División I de la NCAA durante 33 temporadas. Su mayor éxito fue conseguir el Campeonato de la NCAA de 2002 con la Universidad de Maryland, derrotando en la final a la Universidad de Indiana. Desde su retiro en 2012 ejerce como asistente del director deportivo de la Universidad de Maryland. Es miembro del Basketball Hall of Fame y del National Collegiate Basketball Hall of Fame desde 2014.

## Trayectoria deportiva

### Universidad
Jugó durante tres temporadas como base con los Terrapins de la Universidad de Maryland, ejerciendo como capitán en su última temporada. Logró el récord de la universidad de porcentaje de acierto en un partido, al anotar 8 de 8 lanzamientos ante South Carolina Gamecocks en octubre de 1966.

### Entrenador
Comenzó su carrera como entrenador en el Woodrow Wilson High School de Nueva Jersey, equipo al que dirigió tres años, consiguiendo un campeonato estatal. De ahí pasó a los Lafayette Leopards de la NCAA como asistente en 1972, y en 1977 ocupó el mismo puesto en los Boston College Eagles.
Su primer cargo como entrenador principal en la División I de la NCAA llegó de la mano de la American University en 1978, donde pasó cuatro temporadas, en las que consiguió 72 victorias y 42 derrotas, ganando la temporada regular de la East Coast Conference en 1981. En 1982 regresó al Boston College, en esta ocasión cono entrenador principal. En cuatro temporadas, llevó a los Eagles a participar en dos torneos de la NCAA, alcanzando los Sweet Sixteen en 1985, y en un NIT.
En 1987 aceptó el puesto de entrenador de la Universidad Estatal de Ohio, convirtiéndose en el décimo entrenador de la institución. En tres años llevó al equipo a disputar tres torneos de la NCAA. En total consiguió 59 victorias y 41 derrotas.
Los Maryland Terrapins anunciaron la contratación de Williams el 13 de junio de 1989. El programa de baloncesto de la universidad continuaba conmocionado tras el fallecimiento tres años atrás de su estrella Len Bias. Pero tras una buena primera temporada, las dos siguientes la universidad se vio sancionada por la NCAA por diversas irregularidades cometidas en la época del entrenador antecesor, Bob Wade, sancionándoles dos años sin poder acudir a la postemporada, y un año sin retransmisiones de televisión.
En 2001 llevó a los Terrapins a disputar la primera Final Four de su historia, en la que cayeron ante Duke en semifinales, mientras que al año siguiente disputarían su primera final nacional, en la que derrotaron a Indiana, obteniendo su primer y hasta la fecha único título de campeón. Se convirtió en el primer entrenador en ganar una final nacional sin contar en su plantilla con algún McDonald's All-American desde su irrupción en 1979, y en el primer entrenador en llevar a su alma mater al campeonato desde que Norm Sloan hiciera campeón a North Carolina State en 1974.
Tras 22 temporadas con los Terrapins, se retiró en 2012, tras haber conseguido 465 victorias por 262 derrotas, un 64,7 % de triunfos. en el total de sus 33 temporadas al frente de equipos de la División I de la NCAA acumuló 668 victorias y 380 derrotas, un porcentaje del 63,7 %.